# Cité Frugès
Die Cité Frugès ist eine Siedlung in Pessac in der Nähe von Bordeaux. Sie wurde von 1924 bis 1927 nach dem Entwurf des Architekten Le Corbusier mit Pierre Jeanneret errichtet.
Die Siedlung wurde von dem Industriellen Henri Frugès finanziert. Sie war ursprünglich mit 317 Einheiten geplant. Verwirklicht wurde nur ein kleiner Teil davon, da Frugès das Geld für die vollständige Umsetzung fehlte. Die Siedlung besteht aus vier verschiedenen Haustypen von 73 bis 95 Quadratmeter Fläche.
Die Siedlung ist heute Teil des Weltkulturerbes Das architektonische Werk von Le Corbusier – ein herausragender Beitrag zur „Modernen Bewegung“.